# Głogowiec

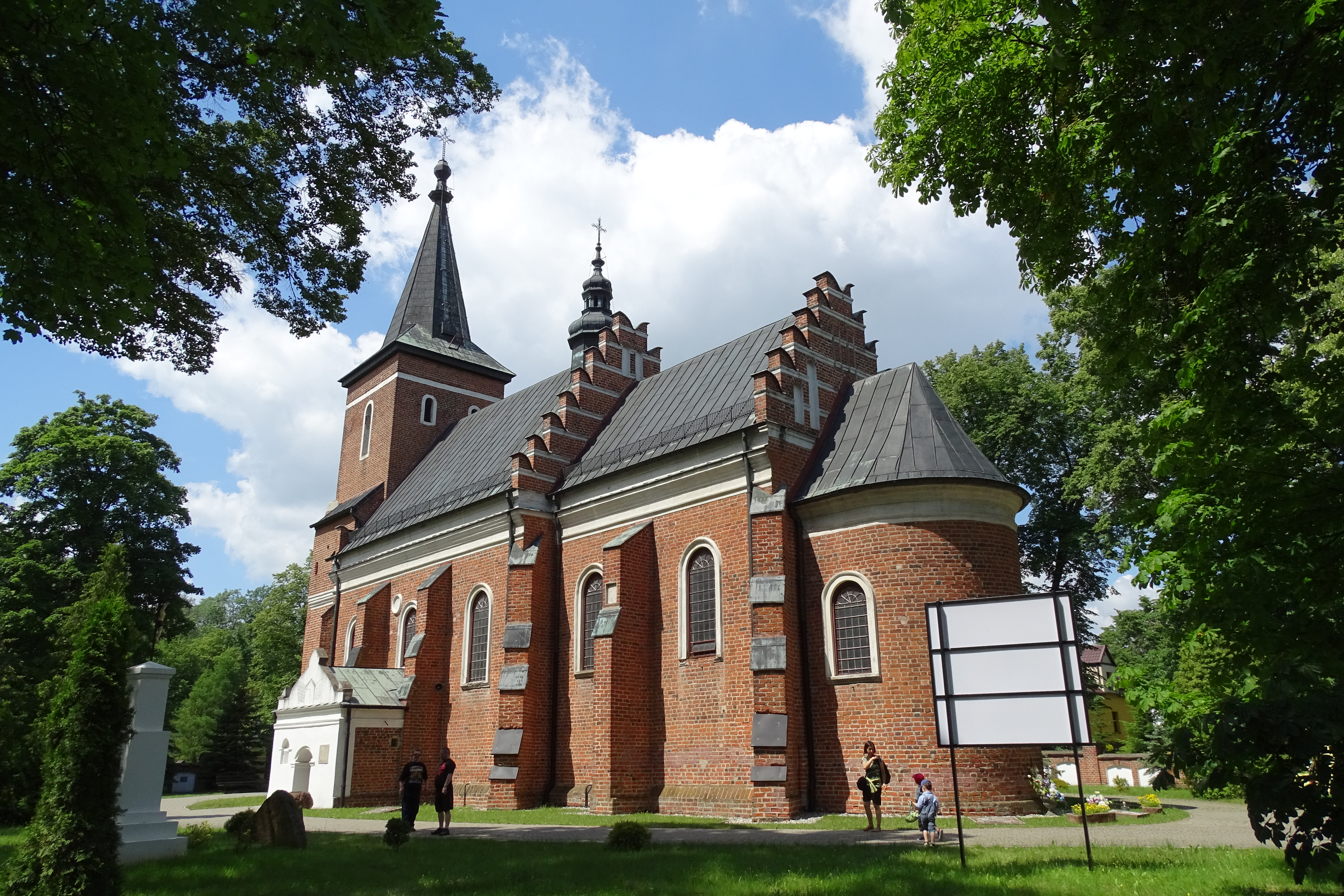
Iglesia de la Virgen María. Construida en el.

Głogowiec [pronunciación en polaco: /ɡwɔˈɡɔvjɛt͡s/] es un pueblo en el distrito administrativo de Gmina Kutno, dentro del Distrito de Kutno, Voivodato de Łódź, en Polonia central. Se encuentra aproximadamente 7 kilómetros al noroeste de Kutno y 57 kilómetros al norte de la capital regional, Łódź.